# Francesca Saverio Savona

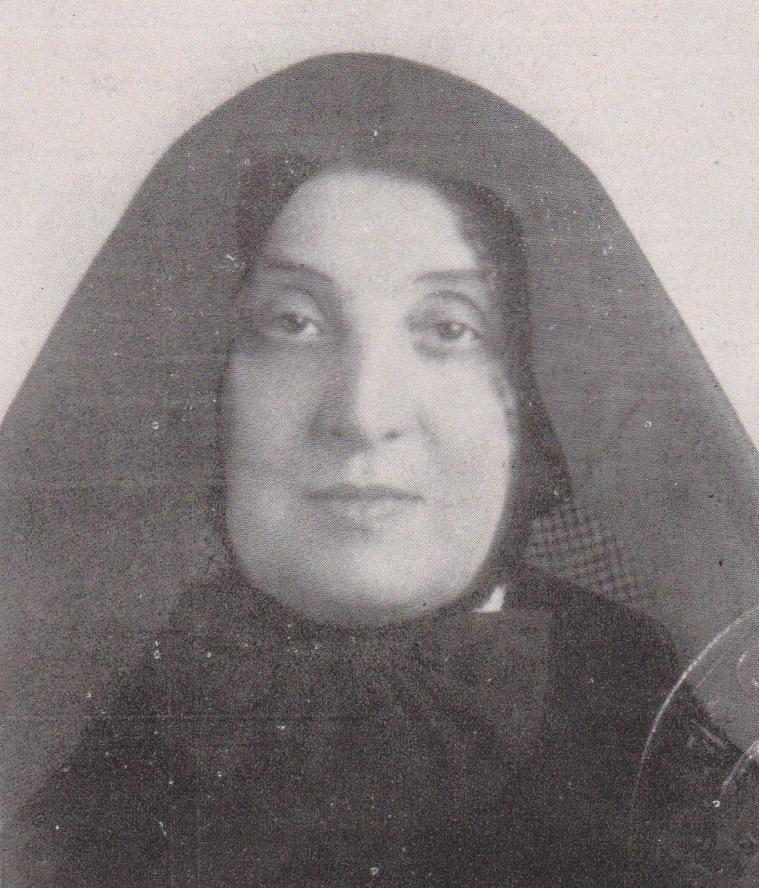
Suor Francesca Saverio Savona M.S.C.

Suor Francesca Saverio Savona, M.S.C., nata Annina Savona (Sora, 8 giugno 1897 – Genova, 16 aprile 1950), è stata una religiosa italiana delle Missionarie del Sacro Cuore di Gesù e direttrice dell'Istituto Scolastico Madre Cabrini, istituito nella Villa Madre Cabrini di Genova, dal 1931 alla morte.

## Biografia
Annina Savona nacque a Sora (Frosinone) l'8 giugno del 1897, da Ferdinando, notaio, e Maria Celli.
Trascorsa l'infanzia e completati i primi studi nel paese natale, chiese ai genitori di poter intraprendere gli studi classici. A quel tempo a Sora non vi erano scuole superiori femminili; pertanto nell'ottobre del 1907 Annina salutò la sua città natale per entrare nel Collegio delle Missionarie del Sacro Cuore di Gesù di Roma. Nella primavera del 1910 giunse a Roma dagli Stati Uniti la Madre fondatrice dell'Istituto, la futura santa Francesca Saverio Cabrini. Raccontano i biografi che una mattina, mentre le studentesse si recavano allo studio incontrarono la Madre Cabrini che le volle salutare una per una: al momento del saluto la religiosa, sorridendo, disse che tre di loro sarebbero divenute suore del suo Istituto.  Nel 1915, la sorella maggiore Maria Gemma fece la vestizione religiosa; durante il rito, Annina sentì più volte risuonare nella mente la parole profetiche della Cabrini ed entrò in un profondo travaglio spirituale che durò vari mesi. Nell'autunno dello stesso anno, contrariamente al volere dei genitori, Annina partì alla volta del Noviziato di Genova delle Missionarie del Sacro Cuore e il 4 novembre del 1919 fece la professione religiosa, assumendo il nome di Francesca Saverio, in onore della fondatrice, deceduta il 22 dicembre del 1917. I superiori la inviarono all'insegnamento presso il Collegio-Ginnasio di Roma.

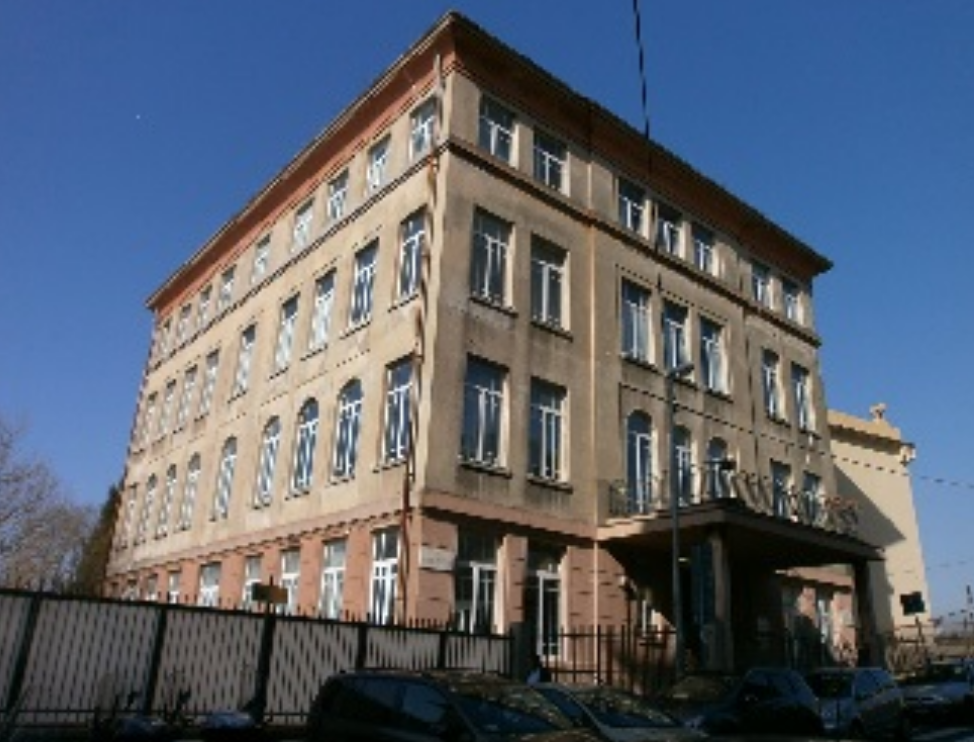
L'Istituto San Paolo di Genova Castelletto, visto da via Francesca Cabrini

Nel 1930 fu trasferita nell'istituto scolastico di Genova istituito in Villa Madre Cabrini, nel quartiere di Castelletto, dove l'anno seguente fu nominata direttrice. L'affermazione e lo sviluppo di questo istituto - oggi non più operante - è strettamente legato al suo nome: nel 1933 iniziarono i lavori di espansione del complesso scolastico con la costruzione di un nuovo edificio e nel 1935 ottenne il riconoscimento del titolo di Liceo, mentre il numero degli studenti continuava ad aumentare. Con lo scoppio della Seconda guerra mondiale le suore dovettero lasciare l'istituto, che fu parzialmente colpito durante i bombardamenti che danneggiarono la città. Nel 1945 suor Francesca Saverio si dedicò alla ricostruzione e presto l'insegnamento poté ricominciare. Suor Francesca Saverio si recò a Roma con le alunne nel 1950 per celebrare l'Anno Santo; il 16 aprile, durante il viaggio di ritorno, morì improvvisamente nel treno che riportava la comitiva a Genova.
L'edificio scolastico da lei costruito a Genova nel 1933-34 è tuttora in uso come Scuola San Paolo di Castelletto.